# Do I Have to Say the Words?
«Do I Have to Say the Words?» es una canción del cantante canadiense Bryan Adams, Robert Lange y Jim Vallance para el disco de Adams de 1991, Waking Up the Neighbours. Este fue el quinto sencillo del álbum logrando con ello más éxito en la carrera de Bryan a nivel internacional. El sencillo alcanzó la sexta posición en Canadá mientras que en el Billboard Chart obtuvo la posición 11 y se mantuvo en la misma por 20 semanas. La canción fue reconocida con el premio SOCAR.

## Video
El video musical fue grabado en la ciudad de Estambul, Turquía. Dando como atmósfera el interior oscuro de un taxi. El Video fue dirigido por Anton Corbijn